# Monumento a Giordano Bruno
Il monumento a Giordano Bruno è una scultura in bronzo situata a Roma in Campo de' Fiori, nel punto in cui il filosofo fu condannato dal Sant'Uffizio alla morte sul rogo il 17 febbraio del 1600.
La statua fu realizzata da Ettore Ferrari ed inaugurata il 9 giugno 1889. All'epoca, la collocazione del monumento venne fortemente criticata dalle autorità ecclesiastiche e divenne il simbolo del libero pensiero e una sfida alla Chiesa e al papa.

## Storia

### L'idea e la battaglia con la Chiesa

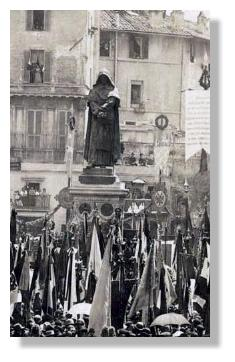
Manifestazione per l'inaugurazione del monumento, 9 giugno 1889

Una prima statua in memoria di Giordano Bruno fu eretta nel 1849 durante il breve intervallo della Repubblica Romana di Giuseppe Mazzini, Aurelio Saffi e Carlo Armellini, ma fu poi distrutta per volontà di papa Pio IX dopo la restaurazione del potere temporale. Nel 1876, dopo l'unità d'Italia e con l'avvento della Sinistra storica al governo, alcuni studenti dell'Università di Roma guidati dai liberal-radicali Adriano Colocci e Alfredo Comandini promossero un Comitato allo scopo di edificare un monumento a Bruno. L’idea che il monumento dovesse sorgere in Campo de' Fiori, luogo del rogo del filosofo, fu di Armand Lévy, uno degli ideatori della Comune di Parigi.
La sottoscrizione promossa dal Comitato trovò però scarsa accoglienza da parte dei docenti universitari ad eccezione di Bertrando Spaventa e Antonio Labriola, che aiutarono gli studenti a portare avanti la loro battaglia. Neanche i politici aiutarono: in particolare la giunta comunale di Roma, allora guidata dai clerical-moderati, ostacolò il processo per la cessione del terreno per il monumento, anche se il 1º giugno 1877 il sindaco Pietro Venturi stanziò 200 lire all'uopo.
L’ideazione del monumento venne quindi affidata allo scultore e massone Ettore Ferrari, che nel 1879 presentò una prima versione della statua raffigurante Bruno in atteggiamento di sfida davanti al tribunale dell'Inquisizione, ma il bozzetto non venne accettato. Secondo Aldo Alessandro Mola, nella seconda metà del XIX secolo Bruno divenne la bandiera ufficiale della Massoneria, che vide nel suo "indomito spirito di ricerca, ribelle a qualsiasi imposizione dogmatica" un ideale affine al libero pensiero su cui essa si fonda. Nel 1885 fu formato un nuovo comitato per la costruzione del monumento, precursore dell'Associazione nazionale del libero pensiero "Giordano Bruno", cui aderirono alcune tra le maggiori personalità dell’epoca: Victor Hugo, Michail Bakunin, Henrik Ibsen, Herbert Spencer, Ernest Renan, Algernon Swinburne, Ernst Haeckel; fra gli italiani Giovanni Bovio, Giosuè Carducci, Roberto Ardigò, Cesare Lombroso e Pasquale Villari, oltre a politici di varia provenienza. Nel 1887 Ferrari presentò un nuovo bozzetto del monumento, meno polemico del precedente.
Nel 1888 gli studenti universitari, tra i maggiori esponenti del comitato, fecero numerose manifestazioni per erigere il monumento, ma il consiglio comunale di Roma, all'epoca controllato dalla maggioranza filo-clericale, continuava a ritardare il progetto. Appena un anno prima, il Presidente del Consiglio Francesco Crispi, importante esponente della Sinistra storica, aveva ottenuto da re Umberto I di Savoia la rimozione dall'incarico del sindaco Leopoldo Torlonia proprio a causa del suo filo-clericalismo, da Crispi giudicato eccessivo. Le elezioni amministrative del giugno 1888, in cui la questione del monumento giocò un ruolo nient'affatto secondario, furono perse dai filoclericali e vinte dai liberali. A fine gennaio 1889 fu deliberata l'esatta posizione, in Piazza Campo de' Fiori. Finalmente, il 9 giugno 1889, venne inaugurato a Campo de’ Fiori il monumento a Bruno.

### Dopo l'inaugurazione
Subito dopo l'inaugurazione, papa Leone XIII rimase l'intero giorno digiuno e inginocchiato davanti alla statua di San Pietro, pregando contro «la lotta ad oltranza contro la religione cattolica». Poco prima dell'inaugurazione, il papa minacciò di abbandonare Roma per rifugiarsi in Austria qualora la statua fosse stata scoperta al pubblico. Crispi avrebbe fatto rispondere al papa: «Se Sua Santità dovesse andare via dall'Italia non potrà più tornare». La Chiesa, comunque, non riuscì a digerire la questione e all'epoca dei Patti Lateranensi, siglati l'11 febbraio 1929 dal Presidente del Consiglio Benito Mussolini e papa Pio XI, i cattolici chiesero la rimozione della statua e l’erezione al suo posto di una cappella di espiazione al Sacro Cuore di Gesù. Mussolini però non accettò, probabilmente perché ricordava i disordini accaduti non molti anni prima; inoltre l'ideologo del fascismo, il filosofo Giovanni Gentile, era un estimatore di Bruno. Nonostante ciò comunque il dittatore garantì che non si sarebbero più tenute manifestazioni per commemorare Bruno e al riguardo pronunciò anche un discorso alla Camera dei deputati il 13 maggio 1929:
(Benito Mussolini)
Dopo la caduta del fascismo, gruppi di laici e di militanti presero a darsi appuntamento ogni 17 febbraio sotto la statua per ribadire l'ideale di lotta per libertà.

## Descrizione

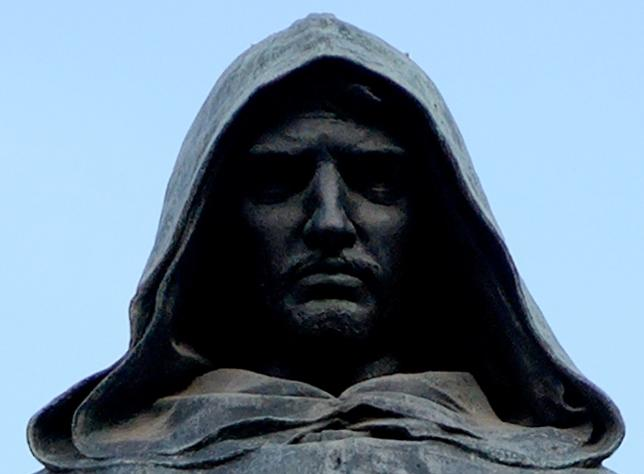
Particolare del volto della statua

Il monumento venne realizzato nel 1889 da Ettore Ferrari, il quale fece fondere nel bronzo la statua, gli otto medaglioni e le quattro formelle dalla fonderia Crescenzi di Roma. La statua è situata al centro della piazza ed è posta su un basamento parallelepipedo in granito rosa di Baveno adornato dai medaglioni e dalle formelle.

### Statua
La scultura bronzea ha un'impostazione solo apparentemente statica: il piede destro, infatti, è spostato in avanti imprimendo vita e movimento all'intero corpo statuario. La composizione del monumento è carica di significati simbolici. Tra questi è emblematica la posizione, che corrisponde al luogo in cui Bruno fu arso sul rogo. È da quel punto che la statua volge lo sguardo severo e austero in direzione del Vaticano, il suo accusatore. Le mani sono incrociate sul grande libro, come se una catena ne legasse i polsi e rendesse impossibile aprirlo. Il cappuccio del mantello, poi, mette in ombra il viso conferendogli un'aura di mistero. La statua è diventata un simbolo della libertà di pensiero e della volontà dell'uomo a lottare in difesa delle proprie idee.

### Medaglioni e formelle

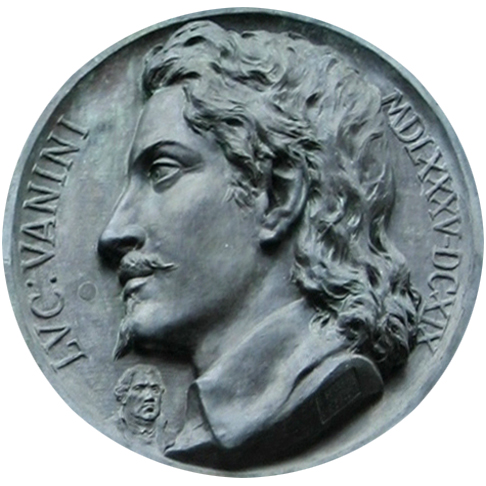
Il medaglione contenente il ritratto di Giulio Cesare Vanini, con la piccola effigie di Martin Lutero scoperta solo nel 1991.

Gli otto medaglioni sono disposti a due a due per ogni lato del basamento e rappresentano alcuni degli intellettuali che nei secoli hanno sfidato il potere ecclesiastico. I volti prescelti per ogni lato furono quelli di: Paolo Sarpi e Tommaso Campanella, Pietro Ramo e Giulio Cesare Vanini, Aonio Paleario e Michele Serveto, John Wyclif e Jan Hus, quasi tutti in qualche modo riconducibili all'oppressione al libero pensiero che fu esercitata dalla Chiesa cattolica. L'unica eccezione è Michele Serveto, medico ed eretico spagnolo bruciato al rogo a Ginevra dai calvinisti; la scelta di Serveto fu fatta all'ultimo momento e fu fondamentale per attribuire alla statua un valore di libertà universale verso ogni tipo di oppressore e non solo verso l'inquisizione cattolica. Il medaglione dedicato a Paolo Sarpi inizialmente avrebbe dovuto rappresentare Galileo Galilei, che però non venne effigiato dato che nel corso del processo contro di lui aveva fatto abiura.
Gli otto medaglioni contengono tutti un solo volto, ad eccezione di quello dedicato a Giulio Cesare Vanini, che reca seminascosto anche un piccolo ritratto di Martin Lutero. Non ci si accorse della sua esistenza fino al 1991, quando venne rilevata dallo storico svedese Lars Berggren.
Delle quattro formelle quella frontale riporta l'iscrizione dettata dal filosofo Giovanni Bovio: «A Bruno / il secolo da lui divinato / qui / dove il rogo arse», che sostituì quella meno poetica e scelta con un compromesso nel 1886: «A Giordano Bruno dove fu arso / Martire della libertà del pensiero». Le altre tre formelle invece sono tre bassorilievi raffiguranti ciascuno tre momenti particolarmente significativi della vita di Bruno: il magistero all'università di Oxford, la sentenza del Sant'Uffizio, il rogo.